# داريل مكلور (سياسي)
داريل مكلور هو سياسي أسترالي، ولد في 15 فبراير 1947 في بنديجو في أستراليا، وتوفي في 15 مارس 2015. انتخب عضو الجمعية التشريعية  في فيكتوريا ‏.